# Muziekvereniging Odeon (Soesterberg)
Muziekvereniging Odeon is een harmonieorkest uit Soesterberg. De vereniging kent een lange geschiedenis die teruggaat tot 1927, het oprichtingsjaar van de oorspronkelijke Muziekvereniging St. Joseph. De muziekvereniging bestond toen alleen uit een fanfareorkest.

## Tegenwoordig
In 1994 is de fanfare omgevormd tot harmonieorkest en is de tijd van lopende straatoptredens voorbij. Odeon heeft inmiddels verschillende orkesten, voor beginners tot (ver)gevorderden en biedt zo voor elk wat wils. De vereniging wil musiceren op een hoog niveau met enthousiaste muzikanten, waarbij er uiteraard ook plaats is voor gezelligheid. Het groot orkest van Odeon speelt sinds 2001 in de Eerste Afdeling en staat onder leiding van dirigent Gerrit de Weerd.

## Duitsland
De vereniging heeft een vriendschapsband met de Duitse muziekvereniging Hofbieber, waarmee elke twee jaar een uitwisseling plaatsvindt, beurtelings in Nederland en Duitsland.